# Distretto di Seghouane
Il distretto di Seghouane è un distretto della Provincia di Médéa, in Algeria.

## Comuni
Il distretto di Seghouane comprende 4 comuni:
- Seghouane
- Zoubiria
- Moudjbar
- Tlatet Eddouar